# Division One (Barbados)
La Division One è la seconda serie calcistica di Barbados, creata nel 1947. Vi partecipano 14 squadre; le prime due classificate vengono promosse in Premier Division, mentre le ultime due retrocedono in terza divisione.

## Squadre
Stagione 2024.
- Bagatelle SSC
- BlackSpurs
- Carlton R&W
- CL Spartans
- Fitts Village
- Haynesville Utd
- Notre Dame
- Pinelands Utd
- Potential Ballers
- Pride of Gall Hill
- Silver Sands
- St. Andrew Lions
- Villa Utd
- White Hall

## Albo d'oro
- 1949:  Notre Dame
- 1950:  Notre Dame
- 1951:  Harrison College
- 1952:  Notre Dame
- 1953-98: sconosciuto
- 1999:  Spooner's Hill
- 2000:  Haynesville Utd
- 2001:  BDF
- 2002:  Ivy Rovers
- 2003:  Beverley Hills
- 2004:  Oxley
- 2005:  Brittons Hill
- 2006:  Haggatt Hall
- 2007:  Paradise
- 2008:  Eden Stars
- 2009:  Pinelands Utd
- 2010:  Bagatelle SSC
- 2011:  BDF
- 2012:  Cosmos
- 2013:  Pinelands Utd
- 2014:  Rendezvous
- 2015:  Empire
- 2016:  Ellerton
- 2017:  Empire
- 2018:  BSA
- 2019:  Deacons
- 2020: non assegnato
- 2023:  BSA
- 2024:  Pride of Gall Hill

## Titoli per squadra
| Club               | Vittorie | Stagioni         |
| ------------------ | -------- | ---------------- |
| Notre Dame         | 3        | 1949, 1950, 1952 |
| BDF                | 2        | 2001, 2011       |
| Pinelands Utd      | 2        | 2009, 2013       |
| Empire             | 2        | 2015, 2017       |
| BSA                | 2        | 2018, 2023       |
| Harrison College   | 1        | 1951             |
| Spooner's Hill     | 1        | 1999             |
| Haynesville Utd    | 1        | 2000             |
| Ivy Rovers         | 1        | 2002             |
| Beverley Hills     | 1        | 2003             |
| Oxley              | 1        | 2004             |
| Brittons Hill      | 1        | 2005             |
| Haggatt Hall       | 1        | 2006             |
| Paradise           | 1        | 2007             |
| Eden Stars         | 1        | 2008             |
| Bagatelle SSC      | 1        | 2010             |
| Cosmos             | 1        | 2012             |
| Rendezvous         | 1        | 2014             |
| Ellerton           | 1        | 2016             |
| Deacons            | 1        | 2019             |
| Pride of Gall Hill | 1        | 2024             |